# Xuân Giang, Sóc Sơn
Xuân Giang là một xã thuộc huyện Sóc Sơn, thành phố Hà Nội, Việt Nam. Xã có nhiều di tích lịch sử văn hóa lâu đời, xã cũng là nơi có thành Bình Lỗ nổi tiếng trong Chiến tranh Tống–Việt (981) do Lê Hoàn chỉ huy. Hiện còn di tích thành cổ bên sông Cà Lồ.

## Lịch sử
Xã Xuân Giang là 1 bộ phận của Huyện Sóc Sơn. Trước thuộc tổng Dũng Tiến, tổng này gồm xã Xuân Giang cộng với làng Tiên Tảo và làng Bắc Vọng.
Trong quá khứ, khi cách mạng tháng 8 năm 1945 thành công, nhà nước Việt Nam có chủ trương thành lập đơn vị xã thay cho đơn vị tổng. Tổng Đan Tảo được tách ra làm hai xã, các thôn Tiên Tảo, Lương Phúc lập thành xã Thiên Phúc, thôn Tăng Long, Bắc Vọng lập thành xã Tăng Long.
Tháng 7 năm 1949, để phục vụ cuộc chiến với thực dân Pháp, chính quyền Việt Nam đã sáp nhập 2 xã Đại Cát và Thiên Phúc để thành lập xã Dũng Tiến. Cuối năm 1949, tiếp tục gộp 2 xã Tăng Phúc (gồm các thôn: Bắc Vọng, Tăng Long, Lương Phúc) và xã Dũng Tiến (gồm các thôn Tiên Tảo, Lương Xuân, Đại Phùng, Ngọc Hà, Xuân Tảo, Đại Tảo, Yên Sào, Lai Cách) lại và lấy tên là xã Dũng Tiến.
Sau cải cách ruộng đất năm 1955, xã Dũng Tiến được tách ra thành Việt Long và Xuân Giang, riêng thôn Bắc Vọng được cắt về xã Bắc Phú.

## Địa lý
Xã Xuân Giang có vị trí chiến lược, từ đây có thể kiểm soát các xã phía đông của huyện Sóc Sơn. Thời Pháp đã xây dựng nhiều đồn bốt để kiểm soát toàn bộ vùng này. Với vị trí quan trọng này khu Thá trở thành trung tâm buôn bán sầm uất của huyện.Phía đông xã giáp xã Việt Long, phía tây giáp hai xã Tân Minh và Đức Hòa, phía nam giáp tỉnh Bắc Ninh, phía bắc giáp xã Bắc Phú.
Nằm ven sông Cà Lồ là ranh giới của thành phố Hà Nội với tỉnh Bắc Ninh. Là 1 trong 2 nơi duy nhất có đất canh tác bên kia sông Cà Lồ của Sóc Sơn. Đó là 1 điều kỳ lạ. Bởi đa số phía bên kia sông đều là của Bắc Ninh. Riêng ở đây là sông thuộc hoàn toàn của Sóc Sơn. Những nơi kia là ranh giới với Bắc Ninh. Rõ ràng phải có yếu tố lịch sử lâu đời và truyền thống văn hóa thì nơi đây mới có điều đó. Sản lượng lúa ở đây luôn cao hơn nơi khác. Nơi đây sản sinh nhiều anh tài có thể thay đổi vận mạnh quốc gia dân tộc, đưa đất nước đến con đường phát triển thịnh vượng và phú cường.

## Hành chính
Xuân Giang có 5 thôn.
- Thôn Lai Cách: Tức Đại Lai Quốc. Nằm ở phía bắc của xã, là thôn có dân số lớn nhất xã Xuân Giang. Phía đông giáp với xã Bắc Phú, Phía tây giáp Thôn Yên Sào và xã Tân Minh, phía Nam giáp Thôn Đại Tảo, Xuân Tảo, Phía đông giáp xã Việt Long.Làng có truyền thống khoa bảng cùng với làng Xuân Tảo.
- Thôn Xuân Tảo: Là thôn có dân số chiếm thứ nhì xã. Phía đông giáp thôn Ngọc Hà, phía tây giáp thôn Đại Tảo, phía nam giáp sông Cà Lồ, sang bên kia sông là tỉnh Bắc Ninh, phía bắc là thôn Lai Cách.
- Thôn Đại Tảo: Nằm ở phía nam của xã, là thôn có dân số lớn thứ ba xã Xuân Giang. Làng có truyền thống võ thuật thể thao. Với câu ca dao "Văn Đan Võ Đại". Ý rằng thôn Đan Tảo thì nói chuyện hay, thôn Đại Tảo thì đánh võ giỏi.Phía đông giáp thôn Xuân Tảo, phía tây giáp xóm Thá, phía nam giáp sông Cà Lồ, phía bắc giáp thôn Lai Cách.Có trường THPT Xuân Giang
- Thôn Ngọc Hà: Người dân hiền hòa chất phác. Là thôn có dân số chiếm thứ tư xã. Phía đông giáp xã Việt Long, phía tây giáp thôn Xuân Tảo, phía nam giáp sông Cà Lồ, sang bên kia sông là tỉnh Bắc Ninh, phía bắc giáp thôn Lai Cách.
- Thôn Yên Sào: Là thôn bé nằm ở phía tây bắc của xã. Phía đông giáp thôn Lai Cách, phía tây giáp xã Tân Minh và xã Đức Hòa, phía nam giáp xóm Thá và sông Cà Lồ, phía bắc giáp xã Bắc Phú. Có tục rước cỏ voi ở hội đến Sóc vào ngày mùng 6 tháng giêng. Truyền thuyết kể lại rằng khi Thánh Gióng đi đánh giặc Ân đã đi qua làng ông chống gậy để voi ngựa nghỉ. Dân làng đã đem cỏ ra cho voi ngựa ăn. Từ đó làng tên là Yên Gậy dần dần đọc chệch đi là Yên Sào. Làng gồm 2 phần đó là làng Yên Sào cũ và làng dưới giáp sông Cà Lồ cách nhau bởi khu Thá. Làng Yên Sào xưa kia gồm 4 xóm: xóm Trên, xóm Giữa và xóm Dưới liền nhau; xóm Thá nằm ở ven sông Cà Lồ và cách biệt với 3 xóm kia (khoảng 500m). Đây là sự khác biệt căn bản giữa làng Yên Sào với 4 làng khác thuộc xã Xuân Giang. Đất làng Yên Sào còn bao gồm cả khu vực pốt Thá- là một quần thể 5 lô cốt của Pháp để lại. Hiện nay do sự phát triển dân số nên dân cư đã ra làm nhà hầu như gần hết khu vực này, chỉ còn lại một khu trung tâm làm chợ, xây Chùa của làng và Đền Bạch Đa. Có tất cả 8 dòng họ sống trong làng Yên Sào: họ Nguyễn Đan là đông nhất, 4 họ Nguyễn Văn, họ Nguyễn Xuân, họ Trương, họ Vũ. Yên Sào theo nghĩa tiếng Hán là tổ ấm an lành, mọi người con của làng dù có đi muôn nơi làm ăn vẫn luôn nhớ về tổ ấm thiêng liêng của mình

## Thành Bình Lỗ
Thành Bình Lỗ được xây dựng trên một doi đất cao, có tọa độ là 21.236822 vĩ tuyến Bắc và 105.918846  kinh tuyến Đông, ngay bờ Nam sông Cà Lồ, cách ngã ba Xà khoảng 2 km.  Doi đất có hình dạng giống như một chiếc móng chân ngựa, chỗ rộng nhất lên đến trên 700 m, hơn 2/3 chu vi được bao bọc bởi dòng sông Cà Lồ tạo thành con hào thiên nhiên khó vượt qua. Lòng sông Cà Lồ nhỏ hẹp, bề ngang trung bình khoảng 50 m và về mùa cạn mực nước thông thường chỉ dao động từ 1,0 m đến 2,5 m. Với điều kiện như vậy nên xưa kia Lê Hoàn có thể ra lệnh cho quân và dân "thung mộc hạn giang" nghĩa là có thể đóng cọc tre gỗ thẳng xuống lòng sông từ bờ này sang bờ kia để cản giặc.
Toàn bộ khu vực ngã ba Xà, với sông ngòi và rừng rậm thời bấy giờ, dễ dàng cho phép xây dựng ở đây một  trận địa mai phục như vậy. Đặc biệt dải đất với diện tích khoảng 5 km2 này lại được bao bọc bởi 3 khúc sông, một đoạn là hạ lưu sông Cà Lồ khoảng 2 km, một khúc sông Cầu và một nhánh sông nhỏ nối tắt từ sông Cà Lồ đến bến đò Như Nguyệt dài hơn 3 km. Đỉnh giữa của tam giác là ngã ba Xà, cạnh đáy là nhánh sông nhỏ (đến thời Nhà Trần và Hậu Lê bịt kín bởi các con đê). Đỉnh bên trái của tam giác là doi đất nhô cao hơn hẳn khu vực xung quanh. Mạng lưới sông ngòi, thủy văn ở đây tuy nhỏ nhưng đủ tạo thành một vùng khép kín, liên thông với nhau, dễ dàng phát triển thành một căn cứ thủy binh mạnh khi chiến sự xảy ra.
Doi đất như được thiên nhiên tạo ra để trở thành một pháo đài dễ phòng thủ và khó tấn công. Gần đây nhất là vào cuối thế kỷ 17, một số giáo sĩ phương Tây đầu tiên đã đến nơi này để truyền đạo, họ gom dân và xây dựng trên doi đất này một làng Công giáo đông đảo, về sau phát triển thành một Xứ đạo lấy tên là Trung Nghĩa . Tuy ngôi làng chỉ tồn tại đến năm 1954, nhưng qua đó cũng cho thấy người phương Tây coi trọng giá trị quân sự của doi đất này trong việc phòng thủ Hà Nội từ xa trước những mối đe doạ từ phía Bắc. Sau năm 1954, khi hiệp định Giơ ne vơ được ký kết, toàn bộ làng đạo Trung Nghĩa đã di cư vào Nam.

## Đền Bạch Đa
Đền Bạch Đa là di tích lịch sử cổ kính được hình thành hàng nghìn năm trên địa bàn thôn Yên Sào xã Xuân Giang. Đền thờ Bạch Đa, là một vị tướng nhà Đinh, có công đánh dẹp loạn 12 sứ quân, góp phần giúp Đinh Bộ Lĩnh lập ra nhà nước Đại Cồ Việt trong lịch sử Việt Nam. Ông được nhiều nơi ở Hà Nội và Bắc Ninh lập đền thờ với tôn xưng Bạch Đa đại vương.
Bạch Đa cùng với 2 anh họ là Trương Ngọ, Trương Mai là 3 vị tướng quê ở động Hoa Lư, châu Đại Hoàng (nay thuộc Ninh Bình). Chàng Ngọ và Chàng Mai là hai anh em sinh đôi còn Bạch Đa là em họ, mồ côi cha mẹ từ nhỏ, được bố mẹ hai chàng đón về nuôi. Đến khi Đinh Bộ Lĩnh nổi lên khởi nghĩa, dẹp loạn 12 sứ quân, ba anh em bèn ra giúp, được phong chức Đô Uý. Ba ông mộ được mấy nghìn quân, đóng ở chùa trang Bối Khê, đạo Sơn Nam. Khi ba ông cầm quân đi đánh quân Ngô, bất ngờ bị tấn công đồn ở trang Đại Vi, ba ông không chống lại được đã hi sinh. Dân làng cảm phục lập đình Đại Vi ở Tiên Du, Bắc Ninh thờ phụng. Các triều Vua phong ba ông làm Phúc thần. Riêng Bạch Đa còn được thờ ở đình Đông Dư Hạ và đình Đông Dư Thượng, Gia Lâm, Hà Nội.
Các triều Vua phong ông là Thượng đẳng thần với tôn hiệu là Bạch Đa đại vương. Nơi thờ quan trọng nhất là Đền Bạch Đa, thôn Yên Sào xã Xuân Giang, huyện Sóc Sơn và Nghè Nối thuộc xã Đại Đồng, huyện Tiên Du, tỉnh Bắc Ninh. Lễ hội đình Thổ Khối ở Long Biên cũng diễn ra vào ngày giỗ thần Bạch Đa.
Truyền thuyết đền Bạch Đa ở thôn Yên Sào, xã Xuân Giang, Sóc Sơn, Hà Nội thì Bạch Đa là người được Đinh Bộ Lĩnh cử về Vũ Ninh đánh dẹp sứ quân Nguyễn Thủ Tiệp.
Do lập nhiều công lao, Bạch Đa được nhiều nơi lập đền thờ như:
- Nghè Nối, xã Đại Đồng, huyện Tiên Du, tỉnh Bắc Ninh
- Đình Đại Vi, xã Đại Đồng, huyện Tiên Du, tỉnh Bắc Ninh
- Đình Thổ Khối, phường Cự Khối, quận Long Biên, Thành phố Hà Nội [5]
- Đình Đông Dư Thượng, xã Đông Dư, huyện Gia Lâm, Thành phố Hà Nội
- Đình Đông Dư Hạ, xã Đông Dư, huyện Gia Lâm, Thành phố Hà Nội
- Đền Bạch Đa, thôn Yên Sào, xã Xuân Giang, huyện Sóc Sơn, Thành phố Hà Nội